# Caminatas en Alemania e Italia
Caminatas en Alemania e Italia, en 1840, 1842 y 1843 (Rambles in Germany and Italy, in 1840, 1842, and 1843) es un libro de viaje de la escritora británica del Romanticismo Mary Shelley. Publicado en 1844, es la última de sus obras que se llevó a la imprenta. El texto, publicado en dos volúmenes, describe dos viajes por Europa de Mary Shelley junto a su hijo, Percy Florence Shelley, y a varios de sus amigos de la universidad.
Mary Shelley había vivido en Italia con su esposo, Percy Bysshe Shelley, entre 1818 y 1823. Para ella, Italia estaba asociada tanto con la felicidad como con el duelo: había escrito muchas obras durante su estadía en el país pero también había perdido a su esposo y a dos de sus hijos. Por lo tanto, aunque si bien estaba ansiosa por regresar, el viaje se vio marcado por la pena. Shelley describe a su viaje como una peregrinación, la cual ayudaría a curar su depresión.
Al final del segundo viaje, Mary Shelley pasó un tiempo en París y se asoció al movimiento «Joven Italia», conformado por exiliados italianos que estaban a favor de la independencia y unificación de Italia. La atrajo un revolucionario en particular: Ferdinando Gatteschi. Para ayudarlo con sus finanzas, Shelley decidió publicar Caminatas. Sin embargo, Gatteschi no se mostró satisfecho con la ayuda de Shelley y trató de chantajearla. La autora se vio obligada a recuperar las cartas personales que le había escrito a Gatteschi con la intervención de la policía francesa. 
Shelley diferencia su libro de viaje del resto por presentar el material de una manera que ella describe como «un punto de vista político». Al hacerlo, desafía la convención de principios del siglo XIX que dictaba que no era apropiado para una mujer que escribiese sobre política, continuando la tradición de Lady Morgan y de Mary Wollstonecraft, su madre. El objetivo de Shelley era que los revolucionarios italianos, tales como Gatteschi, sintiesen empatía con Inglaterra. Se pronuncia en contra del poderío imperial de Austria y de Francia sobre Italia y critica la dominación de la Iglesia católica. También describe a los italianos como poseedores de un potencial para la grandeza aún sin descubrir y su deseo de libertad. 
Aunque si bien la misma Shelley consideró «pobre» a su obra, los críticos la elogiaron, destacando su independencia de pensamiento, su ingenio y su sentimiento. Los comentarios políticos sobre Italia por parte de la autora fueron elogiados en forma especial, particularmente porque los había escrito una mujer. Sin embargo, durante gran parte de los siglos XIX y XX, Shelley solo fue recordada como la autora de Frankenstein y como la esposa de Percy Bysshe Shelley. Caminatas no volvió a imprimirse hasta el auge de la crítica hacia la literatura feminista de la década de 1970, cuando renació el interés generalizado en la obra completa de Shelley.

## Contexto histórico

### Risorgimento

Giuseppe Mazzini formó el grupo «Joven Italia», al cual se asoció Mary Shelley en París.

Desde la Edad Media hasta finales del siglo XIX, Italia estuvo dividida en varios ducados pequeños y ciudades-estado, algunos de los cuales eran autónomos y otros estaban bajo la soberanía de Austria, Francia, España o el Papado. Estos diferentes gobiernos y la diversidad de los dialectos italianos que se hablaban en la península causaron que los residentes se identificasen como «romanos» o «venecianos», por ejemplo, y no como «italianos» (no fue sino hasta el final del siglo XIX cuando el italiano toscano pasó a ser el idioma nacional). Cuando Napoleón conquistó parte de Italia durante las Guerras Revolucionarias Francesas (1792–1802) y las Guerras Napoleónicas (1803–1815), unificó varios de los principados más pequeños; centralizó los gobiernos y construyó carreteras y canales de comunicación que ayudaron a derrumbar las barreras entre los italianos. Sin embargo, no todos los italianos aceptaron el gobierno francés; Giuseppe Capo Biaco fundó una sociedad secreta denominada Carbonería para resistirse tanto a los franceses como a la Iglesia católica. Después de que Napoleón cayó derrotado en la batalla de Waterloo en 1815 y que el Congreso de Viena regresó la autoridad del Estado a los austríacos, la Carbonari continuó su resistencia. Lideró revueltas en Nápoles y en Piamonte en 1820 y 1821, y en Bolonia, los Estados Pontificios, Parma y Modena en la década de 1830. Todas las rebeliones fallaron. Después del fracaso de estas revueltas, Giuseppe Mazzini, un Carbonaro exiliado de Italia, fundó el grupo «Joven Italia» con el fin de trabajar hacia la unificación del país, de establecer una república democrática y para obligar a los estados no italianos a ceder la autoridad sobre la península. Hacia 1833, sesenta mil personas se habían unido al movimiento. Estos revolucionarios nacionalistas, con el apoyo internacional, intentaron, aunque no lo lograron, derrocar a los austríacos en Génova y en Turín en 1833 y en Calabria en 1844. La unificación de Italia, o Risorgimento, se consiguió finalmente en 1870 bajo el liderazgo de Giuseppe Garibaldi.

### Viaje y trabajo

#### 1840
Mary Shelley y su esposo Percy Bysshe Shelley habían vivido en Italia desde 1818 hasta 1823. Aunque Percy Shelley y dos de sus cuatro hijos fallecieron allí, Italia fue, para Mary Shelley, «un país pintado como un paraíso en su memoria», según sus propias palabras. Los años que la pareja pasó en Italia estuvieron marcados por una intensa actividad intelectual y creativa. Mientras Percy componía una serie de poemas, Mary escribió la novela autobiográfica Matilda, la novela histórica Valperga, y las obras de teatro Proserpina y Midas. Mary Shelley siempre había querido regresar a Italia y planeó con entusiasmo su viaje de 1840. Sin embargo, el regreso fue doloroso ya que le hizo recordar constantemente a Percy Shelley.
En junio de 1840, Mary Shelley, Percy Florence (su único hijo sobreviviente), y algunos de sus amigos —George Defell, Julian Robinson y Robert Leslie Ellis— comenzaron su viaje por Europa. Viajaron a París y luego a Metz. Desde allí, fueron por el río Mosela hacia Coblenza, y luego por el río Rin hacia Maguncia, Fráncfort, Heidelberg, Baden-Baden, Friburgo, Schaffhausen, Zúrich, Splügen y Chiavenna. Mary Shelley comenzó a sentir malestar y tuvo que detenerse para descansar en Baden-Baden; padecía fuertes dolores de cabeza y «temblores convulsivos», síntomas del meningioma que finalmente la llevaría a la muerte. La parada desalentó a Percy Florence y a sus amigos, ya que no tenían diversiones en la ciudad; además, ninguno de ellos sabía hablar alemán, por lo que debieron permanecer juntos. Después de haber cruzado Suiza, el grupo pasó dos meses en el Lago Como, en donde Mary se dedicó a relajarse y a recordar la época en que ella y Percy habían estado a punto de alquilar una finca junto a Lord Byron en el lago durante un verano. El grupo, luego, viajó a Milán, y desde allí, Percy Florence y sus amigos fueron a Cambridge para rendir sus exámenes finales en la universidad. Mary Shelley permaneció en Italia, esperando el dinero que le permitiría completar su viaje. En septiembre, regresó a Inglaterra pasando por Ginebra y París. De regreso, cayó en la depresión y no pudo escribir: «[en Italia] Viviré – como viví una vez—esperando—amando—deseando- disfrutando... Ahora estoy apacible, y los días van pasando —soy feliz en la sociedad y la salud de Percy [Florence]— pero no hay nada más... las horas pasan tranquilas y la flojedad se arrastra sobre mi intelecto». Pese a este letargo, logró publicar una segunda edición de las obras en prosa de Percy Shelley y comenzó a trabajar en otra edición de sus poesías.

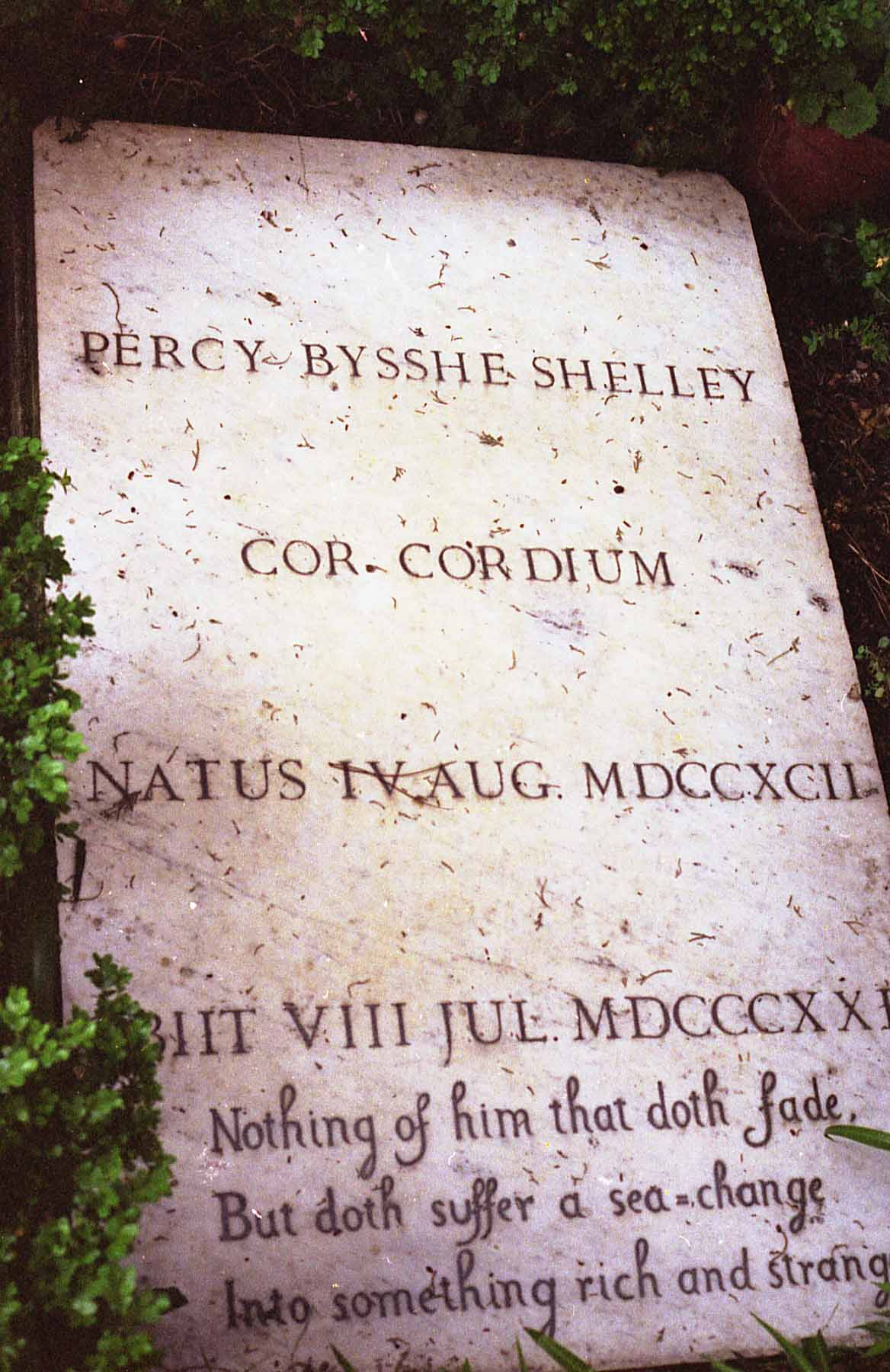
Mary Shelley pasó mucho tiempo sollozando ante la tumba de Percy Bysshe Shelley en Roma.

#### 1842–1844
Sir Timothy Shelley le dio a su nieto Percy Florence un incremento de su mensualidad para su vigésimo primer cumpleaños, permitiéndole a él y a Mary Shelley planear un segundo viaje, más largo, hacia el continente. En junio de 1842, Mary Shelley y su hijo se embarcaron en un viaje de catorce meses de duración. Los acompañaron algunos de sus amigos: Alexander Andrew Knox, un poeta y clasicista, descrito por Emily Sunstein, una biógrafa de Mary Shelley, como «un hombre que le recordaba a [Percy] Shelley»; Henry Hugh Pearson, un músico que había escrito los acompañamientos musicales para muchos poemas de Percy Shelley; y Robert Leslie Ellis. Mary Shelley esperaba que los modales sencillos de los otros jóvenes influenciasen a su torpe hijo, pero en vez de ello, los muchachos sintieron envidia los unos de los otros y no tuvieron una convivencia agradable. El grupo visitó Lieja, Colonia, Coblenza, Maguncia, Fráncfort, Bad Kissingen, Berlín, Dresde, Praga, Salzburgo, Tirol, Innsbruck, Riva, Verona, Venecia, Florencia y Roma. En Roma, Mary Shelley recorrió los museos con el crítico de arte francés Alex Rio; a Percy Florence no le interesaba la cultura y se negó a ver el arte, enfureciendo a su madre, quien pasó cada vez más tiempo visitando los puntos de interés con Knox en vez de con su hijo. También realizó numerosas visitas a la tumba de Percy Bysshe Shelley en Roma. Después de dos meses en la Península sorrentina, el dinero comenzó a faltar; Percy Florence y sus amigos regresaron a Inglaterra mientras que Mary Shelley continuó viaje hacia París.
En París, Mary Shelley se asoció con gran parte de los exiliados italianos que conformaban el movimiento «Joven Italia». Sus viajes recientes la habían hecho comprender y apoyar su mensaje revolucionario. Un patriota italiano la cautivó en particular: Ferdinando Gatteschi, un supuesto escritor inteligente y atractivo. Gatteschi era joven (no había cumplido aún los treinta años de edad) y se encontraba en el exilio debido a su participación en una rebelión fallida de la Carbonería contra Austria en 1830–31. Shelley se fascinó con Gatteschi; lo describió como «un héroe, un ángel y un mártir». Jeanne Moskal, la editora más reciente de Caminatas, sostiene que Mary Shelley se sentía atraída por Gatteschi porque este se parecía a Percy Shelley: era un escritor aristocrático que había sido rechazado por sus padres como consecuencia de su liberalismo. Moskal opina que «la fortaleza de la devoción [de Shelley] la hizo abandonar su antigua determinación de no volver a publicar».
A finales de septiembre de 1843, Mary Shelley le propuso a su editor, Edward Moxon, escribir un libro de viajes basado en su experiencia durante su excursión al continente en 1840 y 1842. Interesada en ayudar a Gatteschi, le dijo a Moxon que estaba escribiendo «con un objetivo urgente y deseable». Describió la obra como «liviana», «personal» y «entretenida». Moxon aceptó su propuesta y le adelantó £60, las cuales debería devolver si se vendían menos de trescientas copias del libro (más tarde le dio la misma suma a Gatteschi). A finales de enero de 1844, Shelley ya había terminado la mayor parte del primer volumen. Según Sunstein, «una vez que comenzó con Caminatas, trabajó con velocidad y con placer, pero su cabeza y sus nervios a veces estaban tan mal y sus ojos tan débiles e inflamados que sólo podía escribir hasta el mediodía». Abandonó París a fin de mes y regresó a Londres, todavía encantada con Gatteschi. El fallecimiento de Sir Timothy Shelley, el abuelo de Percy Florence, en abril de 1844, demoró la composición de la obra. Sin embargo, con material de Gatteschi en la Ancona de 1831 y con la ayuda de sus amigos germanoparlantes, Shelley pudo terminar. El texto se basa en gran parte en la correspondencia que intercambió durante sus viajes con su hermanastra, Claire Clairmont. La última obra publicada de Mary Shelley, dedicada al escritor de libros de viajes y poeta Samuel Rogers, se lanzó a la venta el 1 de agosto de 1844.
Pese a los esfuerzos de Mary Shelley por ayudar económicamente a Gatteschi, este trató de chantajearla un año más tarde, en 1845, utilizando una serie de cartas indiscretas que le había escrito. Después de un período de dos meses durante el cual no recibió noticia alguna de Gatteschi, comenzó a recibir cartas de amenaza, en las cuales decía que le había prometido éxito financiero e incluso, posiblemente, matrimonio. Aseguró que las cartas que ella le había escrito servirían como demostración. El contenido de las cartas de Mary Shelley se desconoce en la actualidad debido a que fueron destruidas, pero se supone que para ella representaban cierto peligro, ya que se tomó muchas molestias para recuperarlas y les escribió mensajes cargados de dolor a sus amigos: «[Las cartas] fueron escritas a corazón abierto, y contienen detalles sobre mi historia pasada que me destruirían si alguna vez llegasen a ver la luz». Shelley le pidió ayuda a Alexander Knox. Con el apoyo del gobierno británico, Knox viajó a París y logró que la policía francesa confiscara la correspondencia de Gatteschi. Declarando que Gatteschi era un peligro para el Estado, Knox y la policía parisina utilizaron el sistema cabinet noir (de censura postal) para recuperar las cartas. El 11 de octubre, los periódicos Le National y Le Constitutionnel reportaron con indignación que los papeles personales de Gatteschi habían sido confiscados porque era un revolucionario sospechoso. Mary le escribió a Claire que «el embargo es un poder lamentable», pero no se arrepintió de haberlo utilizado. Después de que Knox recuperó las cartas, las quemó. Shelley gastó £250 de su propio dinero para financiar la operación. Se sintió muy avergonzada por el incidente.

## Descripción del texto

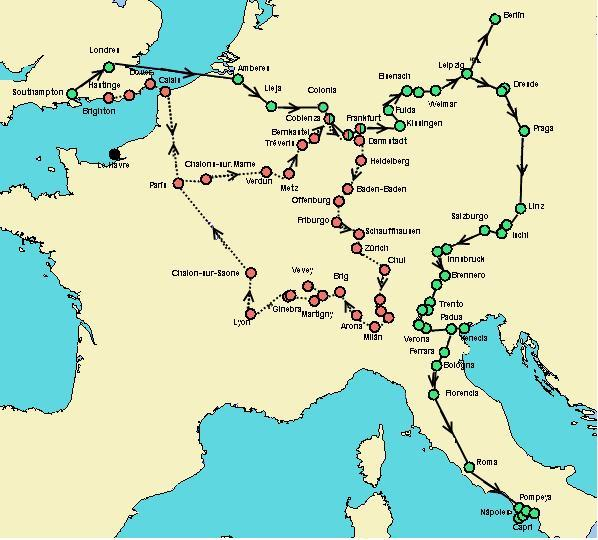
Los puntos rojos y la línea punteada indican el viaje de 1840; los puntos verdes y la línea sólida, el viaje de 1842-43; los puntos de dos colores indican ciudades visitadas durante ambos viajes, y los puntos negros indican lugares no visitados pero de orientación para el lector.

Los dos volúmenes de Caminatas están divididos en tres partes. La primera parte, incluida en el primer volumen, describe el viaje de cuatro meses de duración de Mary Shelley, Percy Florence y sus amigos universitarios en 1840. La segunda y la tercera parte, que abarcan parte del primer volumen y todo el segundo, describen el viaje de catorce meses de Mary Shelley, Percy Florence, Alexander Knox y otros amigos de la universidad en 1842 y 1843. En la segunda parte se describen los sucesos de junio a agosto de 1842 y en la tercera, los de agosto de 1842 a septiembre de 1843. Todas las partes están escritas de forma epistolar y abarcan un amplio rango de temas: «incluyen narraciones personales de las dificultades del viaje, de la salud inestable, de los problemas de dinero; comentarios sobre los consejos de [John] Murray sobre los hoteles, las rutas o los miradores, comprobando que sean válidos; respuestas subjetivas ante las pinturas, las estatuas, las ciudades y los paisajes que ha visto; relatos de sus ocupaciones y sus compañías; disquisiciones históricas sobre temas tales como la lucha del cantón de Tirol contra Napoleón, o los orígenes de la Carbonería; y un análisis fidedigno sobre el estado presente y futuro de la literatura italiana».

### Primera parte
En doce cartas conversacionales escritas en primera persona, Mary Shelley narra sus viajes por Europa en 1840 y expresa sus opiniones sobre los alojamientos, los paisajes, las personas, las relaciones económicas entre las clases sociales, el arte, la literatura y los recuerdos de sus viajes de 1814 y 1816 (plasmados en Historia de una excursión de seis semanas). En la primera carta, medita sobre su regreso a Italia:

¿Podrá ser cierto el hecho de que estoy a punto de volver a Italia? ¡Han pasado tantos años desde que abandoné ese país! Allí dejé los restos mortales de mis seres amados: mi esposo y mis hijos, cuya pérdida cambió mi existencia, sustituyéndola, en vez de una paz feliz y de un intercambio de afectos profundos, por años de soledad desolada y de una fuerte lucha contra el mundo; el panorama recién se aclara ahora, cuando veo crecer a mi hijo. El nombre de Italia es mágico ya desde sus sílabas.

Después de desembarcar en Francia, Shelley continúa anticipando felizmente sus viajes y los beneficios que obtendría de ellos. Viajando por Alemania, se queja de la lentitud del viaje pero se muestra contenta al descubrir que sus recuerdos del Rin corresponden a la realidad. Shelley enferma en Alemania y se retira a Baden-Baden para recuperarse. Temerosa del gusto de Percy Florence (nombrado como P- en el texto) por los barcos y el agua, especialmente difícil debido a que su esposo había muerto en un naufragio, se niega a continuar viaje hacia Italia y hacia el lago Como mientras que, al mismo tiempo, lo desea. Después de que Mary recupera su salud y su ánimo, el grupo viaja hacia Italia, en donde la invade la nostalgia:

Para mí, había algo llamativo y particular incluso en los objetos más comunes que me rodeaban... Las cortinas, los lavatorios, todo me parecía familiar en Italia de cuando lo había visto, hacía muchos, muchos años. No los había visto desde aquellos jóvenes y felices días. Me invadieron emociones extrañas e indescriptibles; los recuerdos, ya olvidados, renacieron frescos y fuertes por la mera fuerza de la asociación, producida por esos objetos que aparecían ante mi vista, inspirando una mezcla de placer y dolor, casi llegando a la agonía.

Shelley escribe sobre su felicidad en Italia y su tristeza ante la perspectiva de irse. A finales de septiembre, no llega el dinero que le posibilitaría regresar a Inglaterra, por lo que Percy Florence y sus amigos vuelven sin ella. Finalmente el dinero llega, y viaja sola hacia su país: en las cartas en las que relató el viaje de regreso, describe los paisajes sublimes que recorre, principalmente el Puerto del Simplon y las cascadas en Suiza.

### Segunda parte

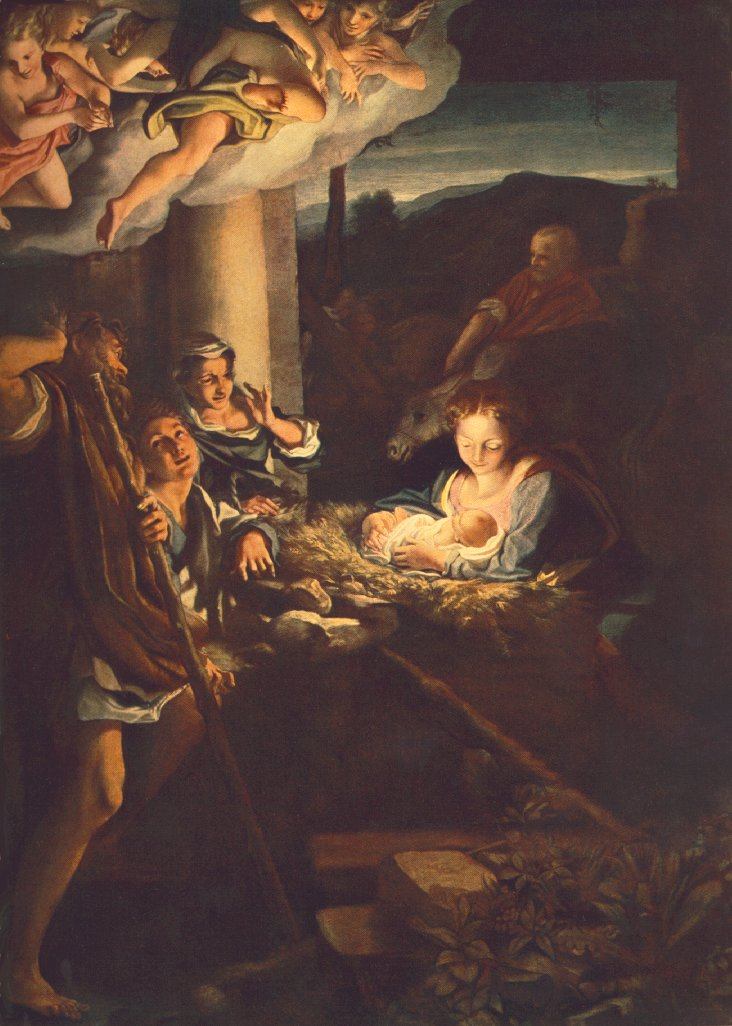
Shelley sobre Natividad, de Antonio da Correggio: «Cuando, al bajar la persona, nos vimos sumidos en una oscuridad casi completa, el efecto sobre el cuadro fue milagroso. El niño yace entre rayos vivientes, los cuales parecen emanar de un foco, con extensiones de los rayos de luz a su alrededor. Nunca habría creído que un simple lienzo coloreado pudiera mostrar semejante resplandor».

La segunda parte, la cual consiste en once cartas conversacionales, abarcan la primera parte del viaje de Shelley a Europa de 1842, especialmente su travesía desde Amberes hasta Praga; los nombres de las compañías de viaje están cambiados en el texto y raramente se hace alusión a ellas. Habla sobre el arte, en ocasiones ocupando varias hojas para describir una sola obra; sobre los beneficios y desventajas del viaje por ferrocarril contra los carruajes; sobre el carácter alemán y los hábitos de los alemanes; sobre la historia asociada por las vistas naturales que aprecia; sobre el paisaje y el clima; y sobre sus problemas como viajera, como por ejemplo, su incapacidad de hablar alemán, la suciedad de las posadas y los precios exorbitantes para los turistas. Shelley comienza la sección meditando sobre los beneficios de viajar:

Viajar es tanto una ocupación como una diversión, y creo firmemente que si se cambia frecuentemente de sitio también se renueva la salud. Además, puede ser tan agradable como la novedad perpetua: ¿la corriente incansable de las nuevas ideas sugeridas por los viajes? Leemos, para juntar el pensamiento y el conocimiento; los viajes son un libro escrito por el propio Creador, e imparte una sabiduría más sublime que la que puede haber en las palabras impresas de un hombre. Al abandonar el país es posible afligirse, dado que el corazón naturalmente anhela el hogar. Pero para adornar ese hogar con recuerdos, es necesario volar hacia el extranjero desde la colmena, como una abeja, y volver cargada con los dulces de las escenas apreciadas en el viaje; con las aventuras salvajes, que animan el conocimiento y la imaginación, para ilustrar y liberar la mente de los perjuicios del atrofio; para comprender más a nuestro prójimo; para esto sirven los viajes.

Después de recorrer brevemente una serie de ciudades alemanas en tren, carruaje y barco, el grupo llega a Bad Kissingen, en donde decide permanecer por un mes para que Shelley pudiese recuperarse en las termas. Aunque Shelley piensa que las aguas serían eficaces, le irritan las restricciones impuestas sobre los que intentan mejorar su salud, como la imposibilidad de comer exquisiteces. Sus compañeros se frustran cada vez más por el programa y por la falta de entretenimiento en la clínica de recuperación. Después de abandonar Bad Kissingen, el grupo viaja hacia el área que rodea a Weimar, y aprecian lugares asociados con Martin Luther y con los escritores Wieland, Schiller y Goethe. Continúan viaje hacia Berlín y Dresde, en donde se dedican a apreciar el arte y a asistir a la ópera, preparándose para ir a Praga en agosto de 1842.

### Tercera parte
Mediante veintitrés cartas conversacionales, Shelley describe sus viajes desde Praga hasta el sur de Italia. Reflexiona sobre los paisajes de las áreas que atraviesa, sobre la historia de Alemania e Italia (como por ejemplo la rebelión de Tirol en abril de 1809 y actividades de la Carbonería), sobre el arte del Barroco y la Italia renacentista, sobre la literatura del país, y ofrece opiniones sobre los gobiernos recientes de Italia, sobre el carácter nacional de alemanes e italianos, y sobre el catolicismo. También medita sobre los cambios sucedidos en ella misma desde la década de 1820 hasta la de 1840, en particular en relación con su pena:

Muchas escenas, que he visitado y admirado en ese entonces, se han apagado en mi mente, como se derrite una pintura en el Diorama, y otras luchan en el cambiante sondeo; se derrite, y otras luchas en el sondeo que se cambia; pero el camino apareció de una manera tan diferente en mi mente como si hubiese sido atravesado ayer. En esta obra no me detendré significativamente en las circunstancias tristes que nublaron mi primera visita a Venecia. La muerte se cernió sobre la escena. Dentro de mí, en mi 'imaginación', vi a aquellos que partieron mucho antes que yo; y de nuevo me agité por las emociones —por las pasiones— y por aquellas emociones que el corazón más profundo de una mujer puede abrigar- el temor de ver a su niño incluso en ese instante expiró, pero más tarde volvió a tomar posesión de mí.

## Género

### Historia de la literatura de viajes

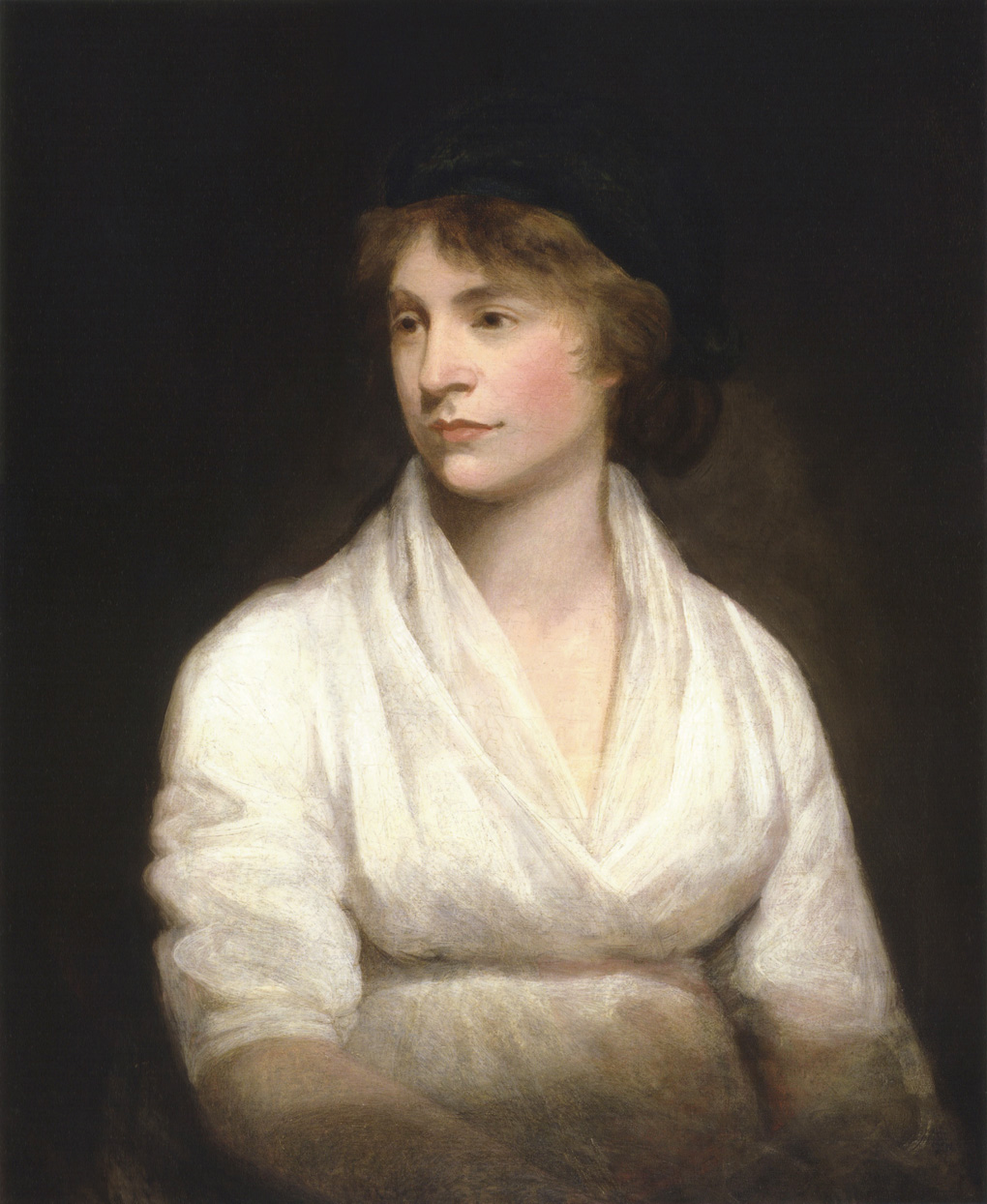
Cartas escritas en Suecia, Noruega y Dinamarca, de Mary Wollstonecraft, influenció significativamente Caminatas, de su hija.

Caminatas es un libro de viaje que forma parte de una tradición literaria que comenzó en el siglo XVII. Durante los siglos XVI, XVII y XVIII, el viaje por el continente europeo se consideraba educativo: los caballeros jóvenes y aristocráticos completaban sus estudios aprendiendo los idiomas europeos en el extranjero y visitando otros países. A principios del siglo XVII, sin embargo, el énfasis pasó del aprendizaje clásico al influenciado por el mundo real: por ejemplo, los conocimientos de topografía, historia y cultura adquiridos por mera experiencia. Comenzaron a publicarse detallados libros de viajes, incluyendo narraciones de viajes personales, que se popularizaron durante el siglo XVIII: se publicaron más de mil narraciones individuales de viajes y otras misceláneas entre 1660 y 1800. El empirismo que condujo la revolución científica se extendió hacia la literatura de viajes; por ejemplo, Lady Mary Wortley Montagu incluyó información que había aprendido en Turquía sobre la inoculación de la viruela, en sus cartas de viaje. Hacia 1742, el crítico y ensayista Samuel Johnson recomendó que los viajeros realizasen un «estudio moral y ético de los hombres y su comportamiento» además de un estudio científico de topografía y geografía.
A lo largo del siglo XVIII, el Grand Tour fue volviéndose cada vez más popular. Los viajes hacia el continente para la clase alta británica no eran únicamente educativos, sino que también se consideraban nacionalistas. Todos los caballeros aristocráticos realizaron viajes similares y visitaron sitios parecidos, a menudo dedicados a desarrollar una apreciación hacia Gran Bretaña desde el exterior. El Grand Tour se consideraba un viaje educativo cuando durante el mismo se intercambiaba información científica con la minoría intelectual, aprendiendo sobre otras culturas y preparándose para el liderazgo. Sin embargo, se consideraba insignificante cuando el turista se limitaba a adquirir muebles, a desarrollar un «pulido social superficial» y a pagar para mantener relaciones sexuales efímeras. Durante las Guerras Napoleónicas, el continente se mantuvo cerrado para los viajeros británicos, y el Grand Tour fue cada vez más criticado, particularmente por los radicales tales como el padre de Mary Shelley, William Godwin, quien menospreció sus asociaciones con la aristocracia. Los jóvenes escritores románticos criticaron su falta de espontaneidad; alabaron la novela Corinne (1807) de Madame de Staël, la cual describe al viaje apropiado como «inmediato, sensible y, por sobre todas las cosas, una experiencia entusiasta».
La literatura de viajes cambió durante la década de 1840, cuando los barcos a vapor y los ferrocarriles hicieron que los viajes hacia el continente fuesen accesibles para la clase media. Las guías y los manuales se publicaron para este nuevo viajero, que no conocía la tradición del Grand Tour. El más famoso de estos libros fue Handbook for Travellers on the Continent (1836) de John Murray. Hacia 1848, Murray había publicado sesenta de estas obras, las cuales «hacían hincapié en los detalles exhaustivos, presentando numerosos itinerarios posibles e incluyendo información sobre geología, historia y galerías de arte». Mientras que durante el Romanticismo los libros de viajes se diferenciaban de las simples guías turísticas por la espontaneidad y la exuberancia de las reacciones de sus autores, durante la era Victoriana los escritores dedicados a la rama trataron de legitimar sus obras mediante un «discurso de autenticidad». Esto significaba que decían haber experimentado la verdadera cultura de un lugar y que sus reacciones ante este habían sido específicamente personales, algo contrario a los autores de las guías genéricas, cuyas respuestas eran siempre impersonales.

### Caminatascomo un libro de viaje
Caminatas, de Mary Shelley, trata tanto de parecerse a un libro de viajes como de despegarse de los otros libros contemporáneos del género. Elizabeth Nitchie, en su descripción del texto, escribe, por ejemplo, que hay «pocas novedades en lo que vio [Shelley] o en sus relatos» sobre los Alpes, el Rin e Italia, y Moskal señala que «el libro participa en la convención de los libros de viajes: las visitas a los museos». Aunque si bien Shelley tomó como base las famosas guías de Murray y otros libros similares, intentó de forma específica diferenciar a su obra de las demás. Mientras que las guías de Murray, por ejemplo, no solían tener tintes políticos, Shelley sostiene en el prólogo a Caminatas que su libro era único porque retrataba a los italianos «mediante un punto de vista político». Shelley le había presentado a su editor la idea de un libro de viajes describiendo a la futura obra como «liviana» y «entretenida», con el estilo de Samuel Rogers, cuyos libros de viajes sobre Italia, acompañados por ilustraciones de J.M.W. Turner, habían sido éxitos de ventas a finales de la década de 1820. El texto de Rogers no trataba sobre política y se centraba en los paisajes pintorescos y sublimes. Aunque Shelley le dedicó Caminatas a Rogers, en su prólogo reconoció la influencia de Lady Morgan, cuyo libro de viaje, Italia (1821), había criticado ampliamente la soberanía de Austria sobre Italia y había sido prohibido por el Papa. Sin embargo, para que sus ideas políticas fuesen más agradables para su audiencia, Shelley utilizó varias veces los análisis de la literatura y el arte para expresar su opinión.
El libro de viaje de Shelley, con su descripción «informal» y «subjetiva» sobre sus experiencias personales, refleja el énfasis del Romanticismo en el individuo. A diferencia de The Spas of Germany (1837) de Augustus Bozzi Granville, el cual presenta un respeto victoriano por el orden, la autoridad política y la documentación adecuada, Shelley se centra en sus propias reacciones ante estas experiencias. Critica en especial la vigilancia y los métodos de control que se utilizaban en las clínicas de recuperación que había visitado, tales como los estrictos regímenes dietarios y la confiscación de las cartas.

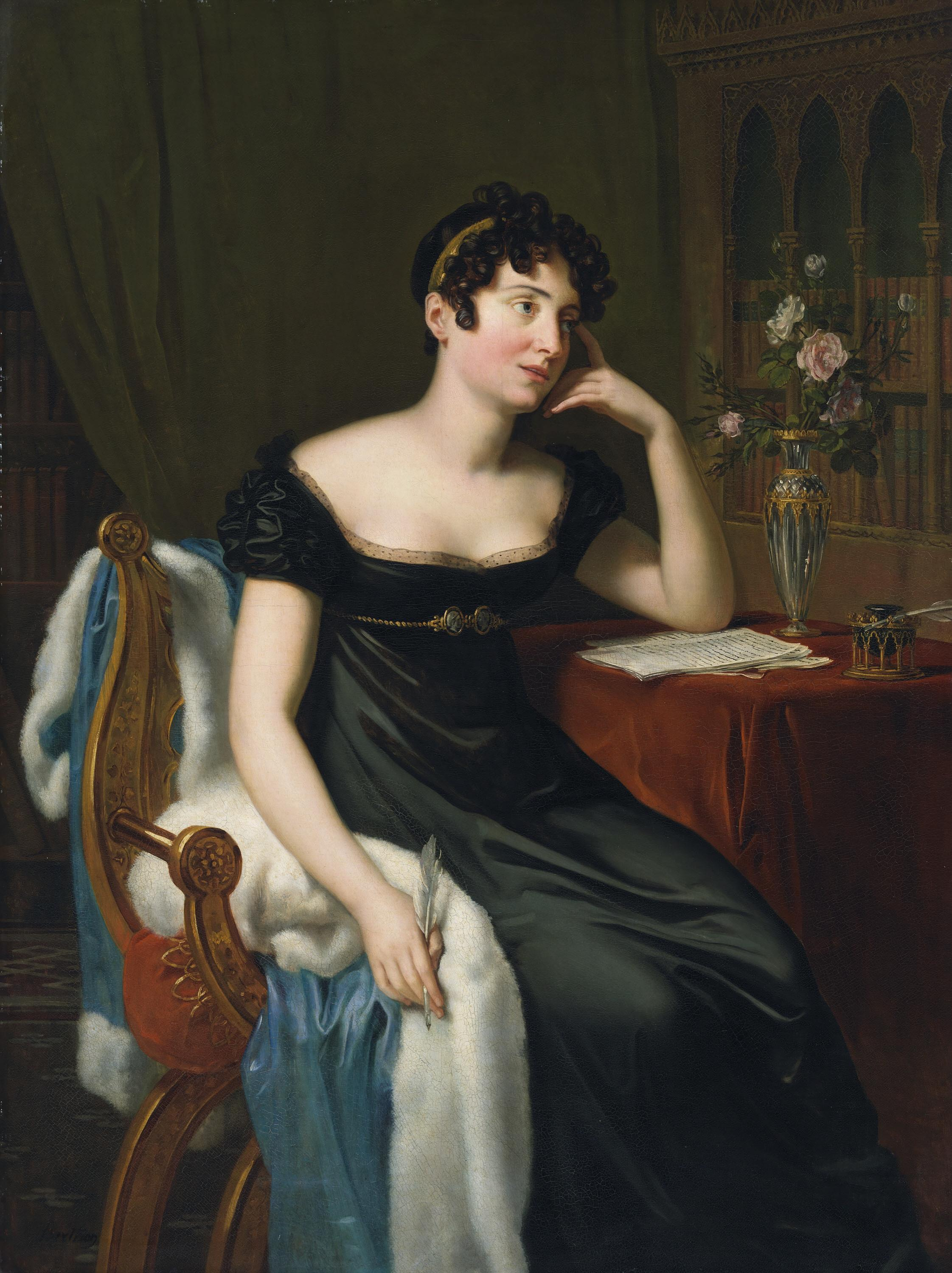
Italia de Lady Morgan fue uno de los libros de viajes políticos que influenciaron al de Shelley.

### Libros de viajes de mujeres
Al elegir la opción de centrar su libro de viaje en la política, Mary Shelley fue en contra de la convención del siglo XIX, según la cual las mujeres no podían hablar sobre política, particularmente en la esfera pública. Después de mediados de la década de 1790 (en parte como resultado de la Revolución francesa), Gran Bretaña experimentó una «reacción antifeminista» y las mujeres escribieron cada vez menos acerca de temas considerados «masculinos». Como lo explica Moskal, hubo «un prejuicio cultural masivo que equiparaba a la masculinidad con la movilidad», convirtiendo a la literatura de viajes en sí misma como un género masculino; incluso hubo un «vocabulario estético masculinista». Las mujeres de fines del siglo XVIII y principios del XIX, pese a todo, escribieron sobre dicho género, pero pagando un precio por ello. Wollstonecraft fue descrita como interrogante de «cuestiones masculinas» cuando expresó su curiosidad sobre su entorno y tanto los libros de viajes de Lady Morgan como los de Elizabeth Barrett Browning recibieron críticas hostiles porque trataban sobre problemáticas relacionadas con la política.
Tanto Shelley como su madre, Mary Wollstonecraft, sobrepasaron los límites de lo que podría haberse considerado como «el ámbito normal de la escritora» en sus libros de viajes. Por ejemplo, Shelley describe con entusiasmo cómo desafió los rápidos en una canoa, y detalla el estatus económico y el desarrollo tecnológico de las áreas que visitó. En París, comenta sobre la falta de drenajes en las calles, en Berlín visita una fábrica de acero, y a lo largo del texto describe el impacto del ferrocarril en los viajes. Los libros de viajes de Shelley están marcados por una «ética de viaje»: que uno debe aprender a comprender tanto física como emocionalmente todo lo que encuentra. Sus viajes son sentimentales y la literatura de viajes es, para ella, «una exploración de sí misma mediante el encuentro con el otro». Incluso su lenguaje es igual al de su madre. Wollstonecraft describe la frontera de Suecia como «los huesos de un mundo que esperan ser cubiertos con todo lo que sea necesario para dar vida y belleza» mientras que Shelley describe al Puerto del Simplon como poseedor de «una simplicidad majestuosa que inspira el asombro; los huesos desnudos de un mundo gigantesco estuvieron aquí: la sustancia elemental de la Madre Tierra».
También de forma similar a su madre, cuyas Cartas escritas en Suecia fueron su inspiración para la composición de Historia de una excursión de seis semanas y de Caminatas, Shelley enfatizó su papel maternal en el texto. Se describe a sí misma como una figura convencional, que se preocupa por su hijo. En lugar de la muchacha escandalosa que había sido durante su juventud, sobre la cual escribió en Historia, demuestra ser una mujer de edad mediana recatada y respetable.

## Temáticas

### Política italiana

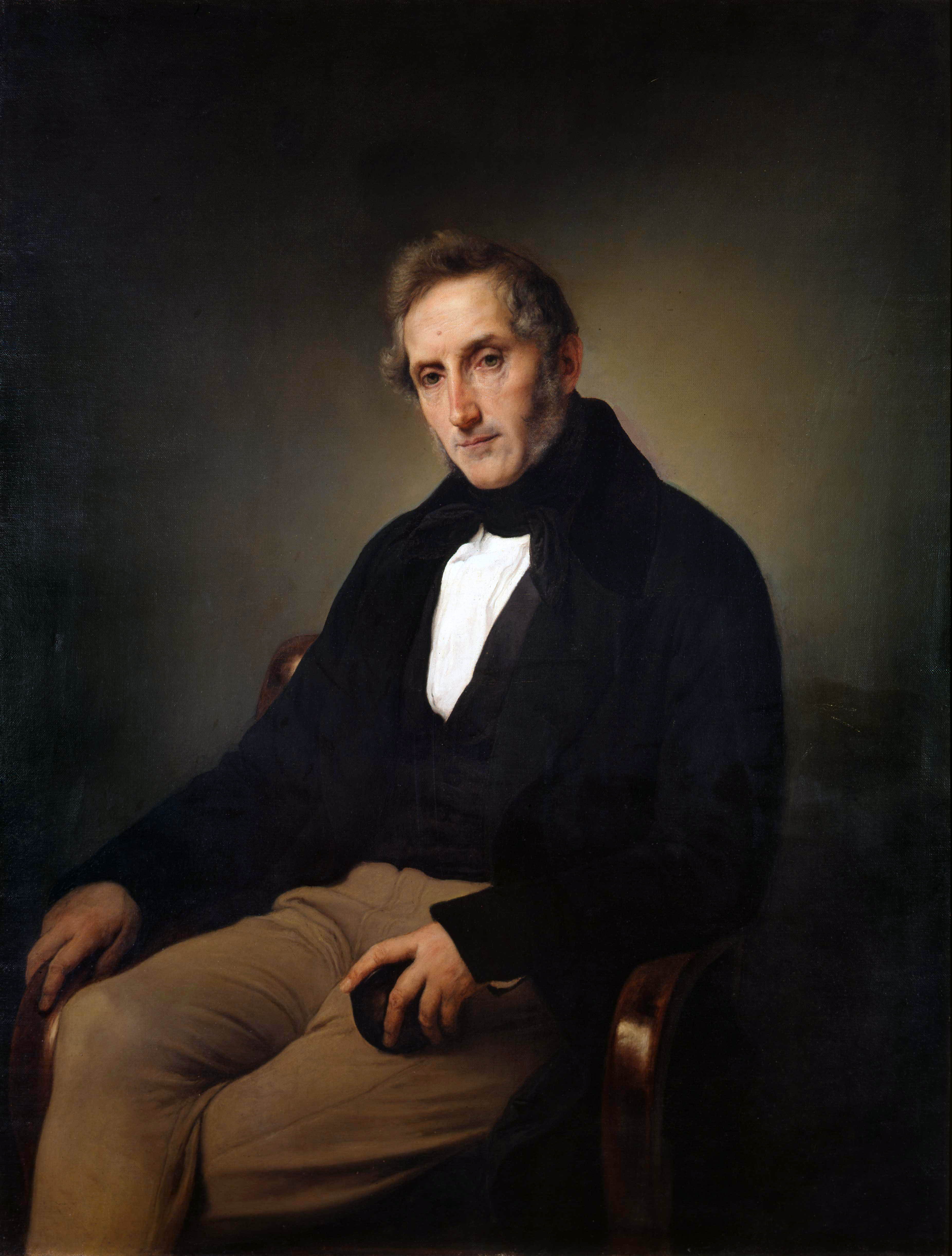
Alessandro Manzoni es uno de los escritores italianos a los que elogia Shelley en su celebración de la cultura italiana.

El objetivo declarado de Shelley en Caminatas es crear conciencia sobre la situación política en Italia y convencer a los lectores de ayudar a los revolucionarios en su lucha por la independencia. Se dirige a sus lectores como ciudadanos ingleses, sosteniendo que ellos en particular «deben comprender la lucha de los italianos; puesto que la ambición por instituciones libres en todo el mundo tiene su origen en Inglaterra». En un nivel general, articula una «oposición al gobierno monárquico y una desaprobación a la distinción de clases» y pide por la «abolición de la esclavitud y la guerra y sus crueldades concomitantes» de una forma similar a como lo había hecho en sus novelas históricas Valperga (1823) y Perkin Warbeck (1830). La temática central del segundo viaje es «la tiranía del imperialismo austríaco y francés, y el abuso de la autoridad papal y sacerdotal». La solución a los problemas de Italia, según Shelley, no es la «subyugación» ni la «revolución», sino la «mediación pacífica». Finalmente, Shelley demuestra su creencia de que lo más importante son las lecciones que se aprenden por la historia, la razón por la que compara el pasado con el presente. Caminatas articula la «ideología Whig de la gradación política». Caminatas es similar a Vindicación de los derechos de la mujer (1792), de Mary Wollstonecraft, en el cual la autora sostiene que «es necesario reformar la cultura para reformar las relaciones de poder opresivas y degradantes».
Fue difícil venderles los tintes políticos de la obra de Shelley a sus lectores. Su audiencia quería apoyar a los revolucionarios, especialmente a los exiliados en su país, tales como Mazzini, pero también temían la violencia de la Carbonería y su ideología nacionalista. Conectaban al nacionalismo con su enemigo: la Francia de Napoleón. En efecto, en otros libros de viajes de la época se expuso el argumento de que Napoleón era responsable por la unificación italiana. Shelley, por lo tanto, contiende que el Risorgimento está inspirado principalmente por los ingleses y simplemente de manera secundaria por los franceses (nunca nombra a Napoleón). Shelley presenta una historia de nacionalismo italiano aceptable para los lectores ingleses, en la cual los franceses son los tiranos que oprimen a la nación italiana en crecimiento, inspirada y creada por la Carbonería pese a su violencia. Sus lectores, por consiguiente, podrían apoyar cómodamente al nacionalismo italiano sin apoyar a Napoleón. También ubicó gran parte de sus comentarios políticos al final del texto. Como lo explica Moskal, «Shelley crea una estructura en la cual el lector, ya sintiéndose amigo de los viajeros, recibe el mensaje político por parte de un amigo y no de un extraño». También elogia la literatura italiana, en especial las obras de Alessandro Manzoni, Pietro Colletta y Michele Amari, conectándolas al nacionalismo italiano.
Al escribir sobre la situación italiana, Shelley también aboga por una carta de derechos general y liberal para la clase media y la trabajadora, la cual había estado sometida por el Reino del Terror y por Napoleón. Los reformadores británicos podían mirar con esperanza hacia Italia.

### Carácter nacional
En Caminatas, Shelley describe el carácter nacional de los pueblos que visita. Describe a los italianos como poseedores de un potencial para la grandeza aún sin descubrir, particularmente los campesinos: 

Nadie puede hablarles sin percibir, latentes bajo la ignorancia y la superstición, las grandes habilidades naturales, y la piedad sincera que sale (como lo hacen nuestras mayores virtudes) de la imaginación que anima y tiñe su fe. ¡Pobre gente! Cómo desearía tener una varita mágica que los hiciera propietarios de la tierra que cultivan, pero que la mayoría no cosecha. Qué triste que es la sociedad humana: todavía se entibia mi corazón cuando conozco a los individuos que componen una población pobre, humilde, ignorante, desacertada, pero dotada de algunos de los dones más brillantes de la naturaleza, y cuando veo en sus caras la estampa de la inteligencia y los sentimientos.

A lo largo del texto, Shelley se lamenta varias veces de la educación pobre que se les brinda a los italianos, aunque espera que esta situación los anime a iniciar revoluciones. No habla mucho acerca de los alemanes. En sus anteriores viajes, los había descrito como bruscos y desagradables; en 1842, le escribió a su media hermana Claire Clairmont: «No me gustan los alemanes, y no quiero volver a Alemania, pero no pondré esto en la imprenta porque todo lo que conozco es la superficie». Caminatas contiene pocos comentarios sobre los alemanes, por lo tanto, y se limita a resaltar que se había impresionado por su sistema de educación pública.
Lo que más interesaba a Shelley eran los eventos políticos que afectaban a la gente. En Historia de una excursión de seis semanas, había hecho numerosas pausas para comentar sobre los efectos de la guerra, y vuelve a hacerlo en su descripción de los Hessianos en Caminatas:

Mary Shelley emprendió una peregrinación para visitar los sitios que había visto en su juventud en Italia.

Cuando leemos sobre los Hessianos en la guerra americana, nos damos una idea vaga del hecho de que nuestro gobierno pidió la ayuda de mercenarios extranjeros para someter a las colonias; esto llevó a que Lord Chatham dijese «Si fuese un americano, como inglés que soy, cuando una tropa extranjera invadiese mi país jamás depondría las armas, ¡nunca, nunca, nunca!» Censuramos la política del gobierno, lamentamos la obstinación de Jorge III quien, al agotar los fondos ingleses, debió recurrir a «los hijos mercenarios de los criminales y saqueadores»; y «condenó a los americanos y a sus posesiones a la rapacidad de la crueldad mercenaria». Pero nuestra imaginación no se transporta por sí misma a los hogares de los desafortunados alemanes; de hecho es nuestro odio por la tiranía lo que los envió a morir en otro hemisferio teniendo consciencia de ello.

### Memoria y sanación
Los viajes de Shelley a Italia fueron para ella una oportunidad de recordar momentos con su fallecido esposo, Percy Shelley, y con los niños que habían muerto allí. Moskal sostiene que Shelley necesitaba «expiar» su culpa de sobreviviente y Dolan que necesitaba recuperarse de un dañino trauma. Shelley escribe sobre este proceso en Caminatas, utilizando el recurso de la peregrinación; cree que viajando a Italia y volviendo a visitar las escenas de su juventud se curará de su depresión, diciendo «Además de todas las cosas deliciosas para la vista y la imaginación que ofrece Roma, volví a visitarla como una peregrina. Los tesoros de mi juventud yacen enterrados aquí». La peregrinación de Shelley sigue la tradición de Chaucer y la costumbre del siglo XIX de visitar clínicas de rehabilitación para curarse, y al igual que en la mayoría de los relatos de peregrinos, no narra el viaje de regreso a su hogar.
Para Shelley, al final lo que más la ayudó del viaje y de las visitas a las clínicas, fue poder apreciar los hermosos paisajes. En Caminatas, Shelley explica que el hecho de interaccionar con escenarios pintorescos puede curar el cuerpo. Tanto en el viaje de 1840 como en el de 1842, Shelley padeció problemas físicos y usó los viajes como una forma de curarse emocional y físicamente. Comienza Caminatas describiendo su mala salud y esperando que mediante los viajes su «mente pueda renovarse y despojarse de las prendas andrajosas que la han cubierto durante tanto tiempo».
El primer libro de viaje de Shelley y su primera obra publicada, Historia de una excursión de seis semanas, fue publicado anónimamente y fue coescrito con su esposo. Caminatas, por el contrario, ubica a Mary Shelley en el centro de la narración. Narra la historia de «la recuperación del paraíso» y de los temores de una madre. Sin embargo, su pena maternal está generalizada; por ejemplo, cuando habla sobre la muerte de su hija en 1818, escribe «Me volvieron a agitar las emociones y las pasiones más profundas que puede albergar el corazón de una mujer. El pavor de ver a su hijo incluso en ese instante expira y luego vuelve a poseerme». Conectando aquellos sentimientos profundos con las obras de Shakespeare, Wordsworth, Coleridge y Thomas Holcroft, sostiene que las emociones intensas y el entorno están entrelazados, afirmando que la pena maternal es sublime.

## Recepción

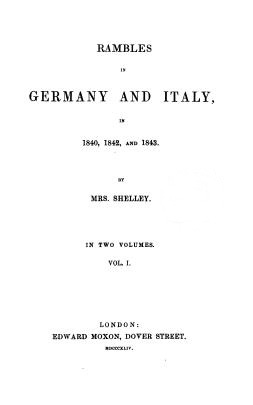
Primera página de la primera edición de Caminatas.

Mary Shelley le escribió lo siguiente a su amigo Leigh Hunt sobre Caminatas: «Me parece una obra espantosa, escrita en gran parte bajo un estado de dolor que me hace ver ahora sus páginas como si hubiesen sido escritas dentro de un sueño». No le gustó la obra; la describió como «una cosa pobre» y como «mi libro pobre», y afirmó que Gatteschi había escrito las mejores partes. No hay estadísticas sobre las ventas del libro, pero recibió al menos diecisiete críticas. En general, las críticas fueron favorables; como explica Moskal, «con los movimientos nacionalistas fermentando en Europa, que culminarían con las revoluciones de 1848, los críticos se tomaron seriamente a Caminatas como un libro político y un esfuerzo literario».
Los críticos elogiaron la obra por ser «entretenida, para pensar y fácil de leer», aunque algunos opinaron que en ciertos pasajes se volvía demasiado melancólica. Separando el libro de Shelley de las nuevas guías, las críticas como las del Atlas, elogiaron su «rica elegancia, su intenso amor por la naturaleza, y su percepción sensible de que todo es bueno, hermoso y libre». Halagaron su independencia de pensamiento, su ingenio y su sentimiento. Los comentarios de la autora sobre la vida social y política de Italia, a la cual consideraba superior a la alemana, causó que un crítico describiese al libro como producto de «una mujer que piensa por sí misma en todos los aspectos, y que se atreve a decir lo que piensa», una mujer con una «mente masculina y original». Sin embargo, no todos los críticos celebraron la independencia en sus pensamientos. En The Observer se publicó que «con ella, como con todas las mujeres, la política es una cuestión del corazón, y no de la cabeza, lo cual es más propio del hombre... Es un tema inadecuado para una mujer». La mayor parte de las críticas respondieron positivamente a los objetivos políticos de Shelley; sin embargo, los que no conocían su posición política tendieron a disputarla. Por ejemplo, un crítico afirmó que el gobierno de Austria había mejorado a Italia.
Durante la mayor parte de los siglos XIX y XX, Mary Shelley fue conocida como la autora de Frankenstein y como la esposa del famoso poeta romántico Percy Bysshe Shelley. Por lo tanto, hasta 1961, Caminatas no había vuelto a imprimirse y, como lo explica la historiadora Elizabeth Nitchie, «se había hecho muy poco uso del libro, y sus copias eran muy escasas». Sin embargo, afirmó que parte de «los mejores escritos» de Mary Shelley se encontraban en Caminatas. La novelista Muriel Spark estuvo de acuerdo en su libro sobre Shelley, donde escribió que Caminatas «contiene más humor y vida que cualquiera de sus otras obras». No fue hasta la década de 1970, con el auge de la crítica literaria feminista, que los eruditos comenzaron a prestarle atención a las demás obras de Shelley. Con la publicación de los estudios de Mary Poovey y Anne K. Mellor en la década de 1980, las «otras» obras de Mary Shelley (sus relatos breves, ensayos, críticas, obras de teatro, biografías, libros de viaje y otras novelas) comenzaron a ser reconocidas como logros literarios. Finalmente, en la década de 1990, volvieron a imprimirse las obras completas de Mary Shelley, incluyendo Caminatas.